# Hangbrug Geierlay
De Geierlay of de Hangbrug Geierlay (Duits: Hängeseilbrücke Geierlay) is een hangbrug voor voetgangers tussen de Hunsrücker plaatsen Mörsdorf en Sosberg. De brug overspant het Mörsdorfer Bachtal.

## Geschiedenis
Het idee om een hangbrug te bouwen ontstond in het kader van de dorpsvernieuwing in 2006, maar werd afgewezen omdat het niet te realiseren zou zijn. Drie burgers uit de gemeente, waaronder de latere burgemeester, pakten het idee in 2010 opnieuw op. Nog in hetzelfde jaar besloot de gemeenteraad het idee om te zetten in een plan. 
Eind mei 2015 werd begonnen met de bouw van de brug, die op 3 oktober 2015 werd geopend.

## Cijfers
Het project heeft in totaal 1,14 miljoen euro gekost en werd voornamelijk door de EU (€ 460.000) en de deelstaat Rijnland-Palts (€ 240.000) gefinancierd. Omliggende gemeenten droegen met € 100.000 bij en de overige kosten van € 350.000 werd door de gemeente Mörsdorf opgebracht.
De brug heeft een totale lengte van 360 meter en behoort daarmee tot de langste voetgangershangbruggen van Europa. De afstand van de grond en de daar stromende beek bedraagt circa 100 meter. Het gewicht van de brug bedraag 57 ton.
De planning van de constructie en de uitvoering van de bouw lag bij een Zwitserse onderneming uit Chur.

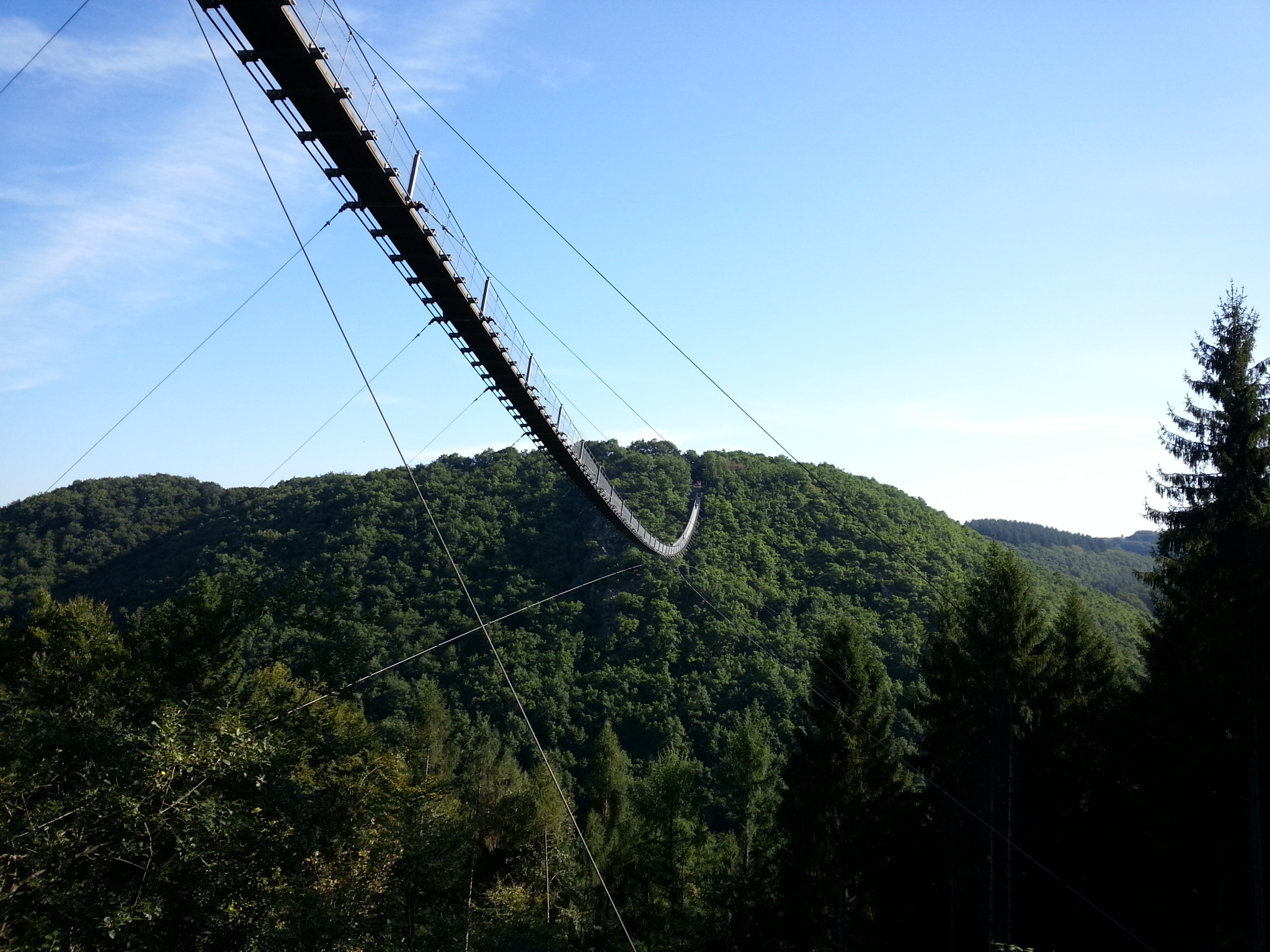
Van onderen gezien
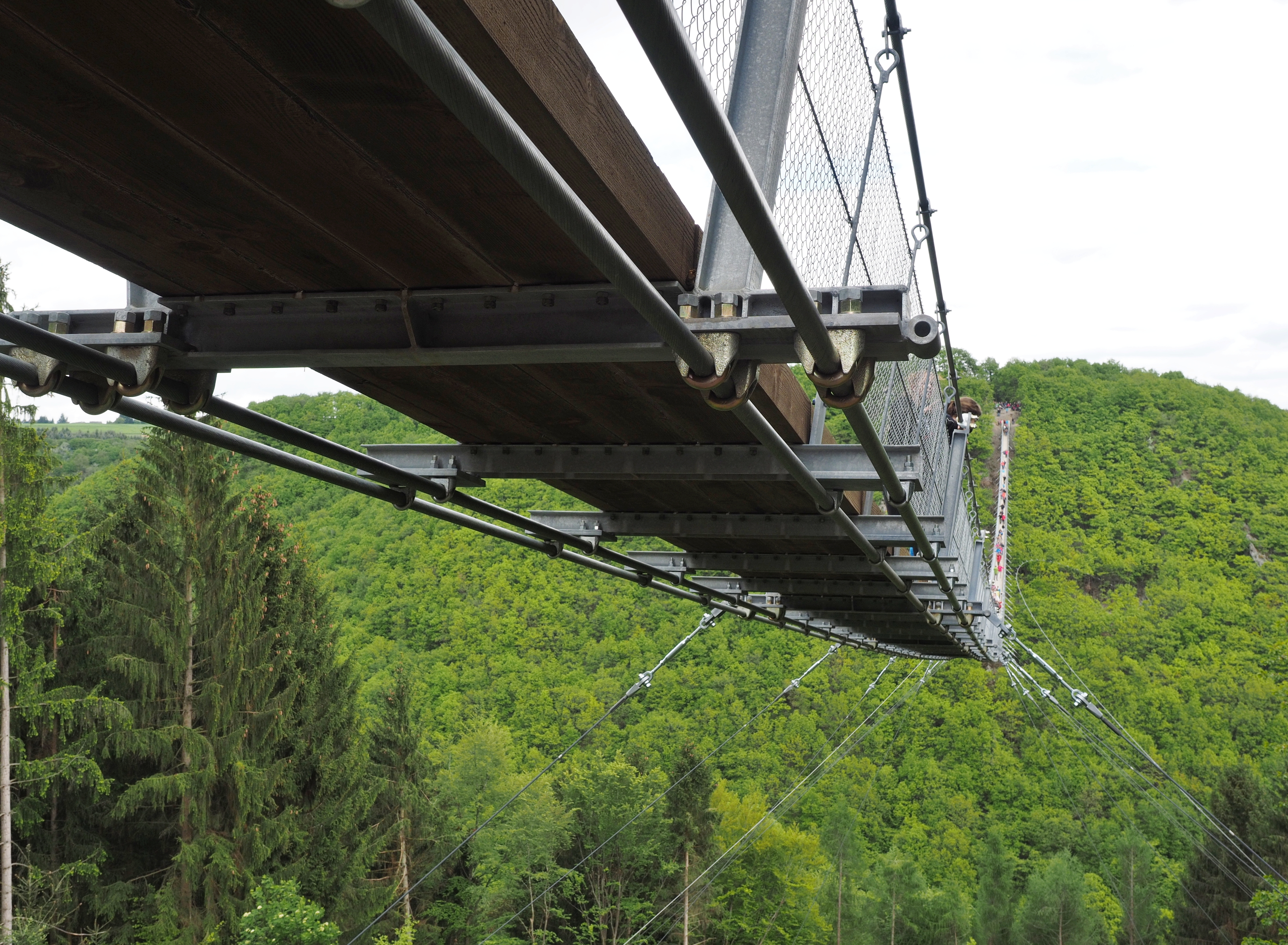
Draagwerk
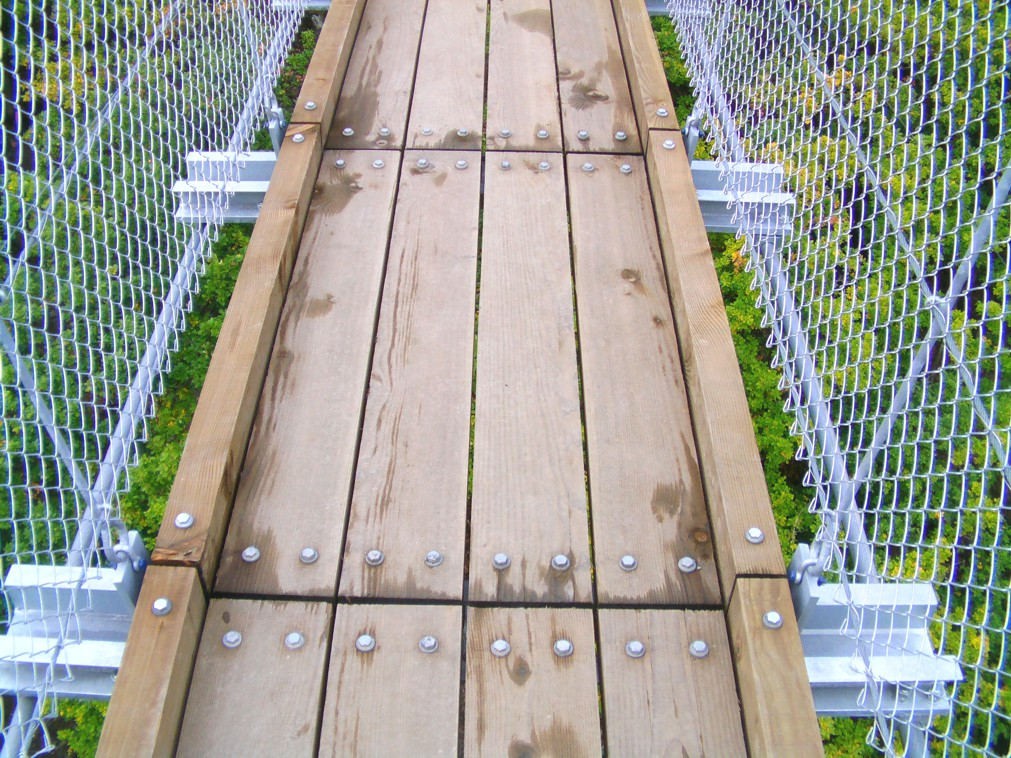
Brugvloer

## Toerisme
De naam van de brug werd overgenomen uit de naam zoals de grond waarop de brug zich bevindt in het kadaster wordt omschreven. Er werd gekozen uit veel voorstellen van de burgers uit Mörsdorf.
Bij het concept van de Geierlay behoort een bezoekerscentrum met een groot parkeerterrein, ook voor bussen. De brug is uitsluitend te voet of met de fiets te bereiken (circa 1,8 kilometer over een geasfalteerde landweg).
Volgens een studie zal de brug het toerisme in de streek een forse impuls geven: jaarlijks worden er 170.000 bezoekers verwacht en ongeveer 50.000 extra te boeken overnachtingen. Ook is berekend dat de toename van het plaatselijke toerisme ongeveer 2,5 miljoen extra inkomsten zal opleveren. In het eerste jaar lokte de brug 370.000 bezoekers. 

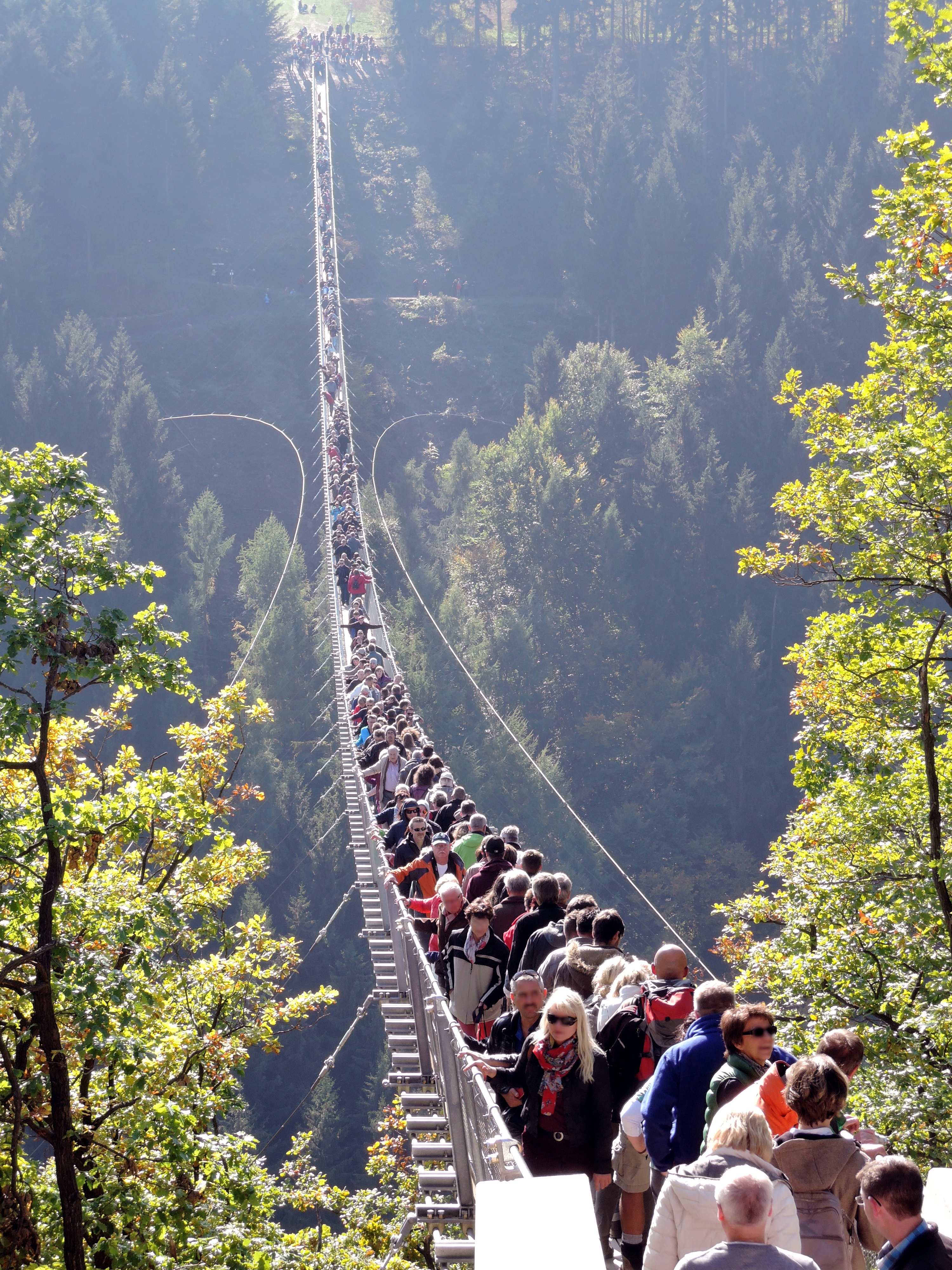
Op een zonnige zondagmiddag (oktober 2015)
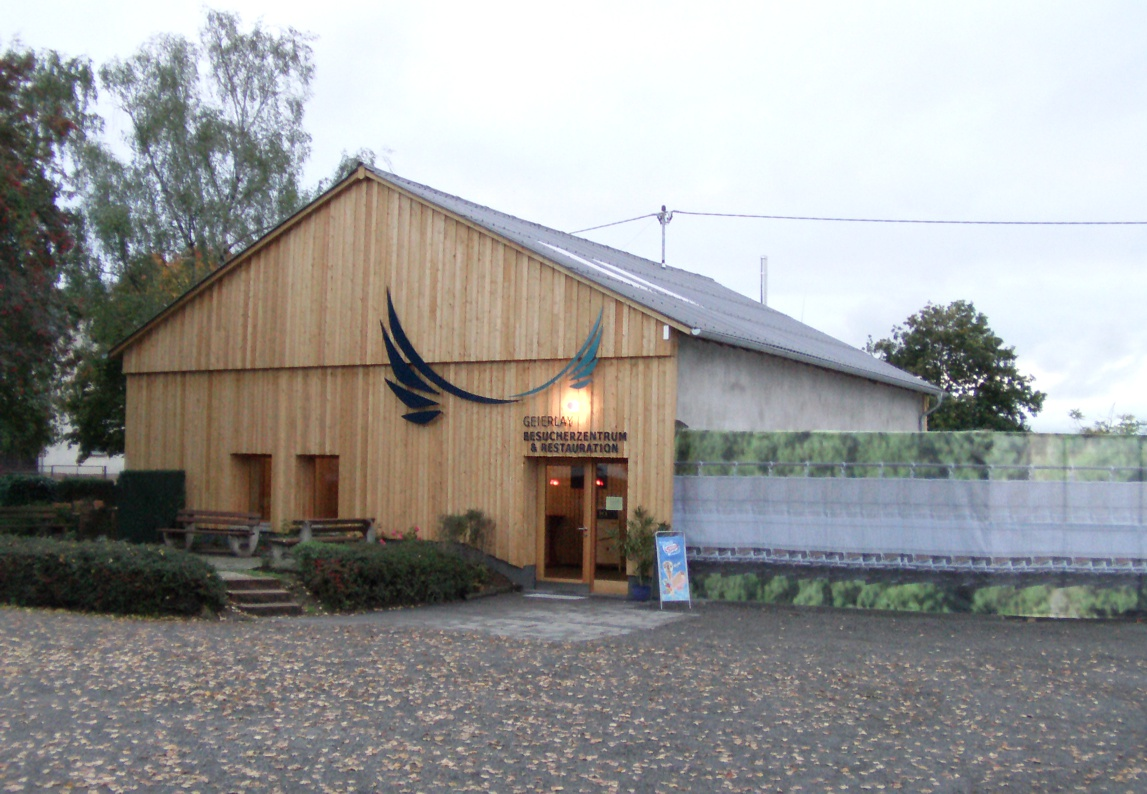
Bezoekerscentrum
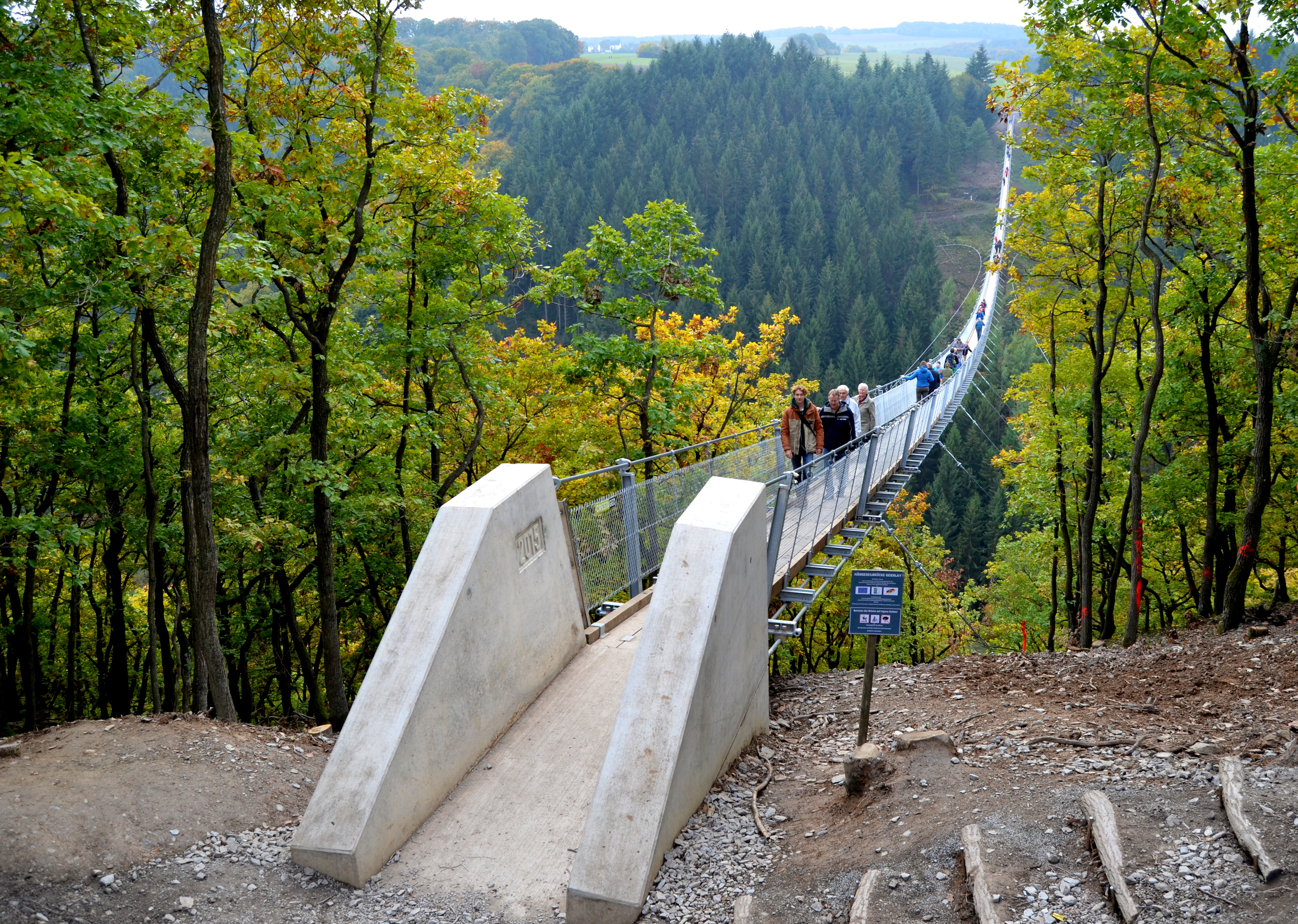
Toegang tot de brug vanaf de Mörsdorfzijde